# トップ工業
トップ工業株式会社（トップこうぎょう）は新潟県三条市に本社をおく、TOPブランドの作業工具を製造販売する企業。

## 会社概要
1939年（昭和14年）、鍛冶の街としての歴史がある新潟県三条市に創立された。戦前の中島飛行機の陸軍主力一式戦闘機「隼」の鍛造部品製造からスタートし、現在では作業工具の総合メーカーとなる。高度成長期に「モンキーレンチ」を筆頭に、作業工具メーカーとしてのブランド、TOPを確立する。
神奈川県横浜市の横浜ベイブリッジ建設工事にも使用され、「ベイブリッジをつくった工具」として「黄金の片口メガネレンチ」がブリッジ資料館に展示されている。

## 沿革
- 1939年12月 - 三条市において工場誘致期成同盟会結成により、北越機械工作株式会社設立。
- 1943年11月 - 中島飛行機の資本導入により直属鍛造工場として終戦まで飛行機部品の型打鍛造品を製造。
- 1944年2月 - 社名を中島精密機械鍛造株式会社と改名。
- 1945年11月 - 工具類を主体とする鍛造品の製造を開始。
- 1962年3月 - 販売組織の強化拡充を図りトップ会を改組、直販体制を整えた。
- 1963年9月 - 中島精密機械鍛造株式会社からトップ工業株式会社へ社名変更。
- 1966年11月 - モンキーレンチ加工専用機運転開始。
- 1982年7月 - 塚野目金属工業団地に全面移転。
- 1987年2月 - 米国シカゴクラインツールとモンキーレンチ製造技術契約を締結。
- 1998年6月 - ISO-9002認定取得(JQA)。
- 2000年10月 - ISO-9001認定取得(JQA)。

## 主な商品
- モンキーレンチ、 ラチェットレンチ、ソケットレンチ、トルクレンチ、先端工具、ペンチ、プライヤ、ニッパー、スパナ等

## 産業財産権
（2010年2月20日現在）
- 特許権
- 実用新案権
- 意匠権
- 商標権 (Trademarks)　
  - 国内登録
    - 第2188377号

  - 外国登録
    - US商標登録番号1543236[2]